# Word2vec
Word2vec은 단어 벡터 표현들을 가져오기 위한 자연어 처리(NLP) 기술이다. 이러한 벡터는 단어의 의미와 문맥에서의 사용법에 대한 정보를 포착한다. word2vec 알고리즘은 대규모 말뭉치의 텍스트를 모델링하여 이러한 표현을 추정한다. 학습된 모델은 동의어를 감지하거나 부분 문장에 대해 추가 단어를 제안할 수 있다. 이름에서 알 수 있듯이 word2vec은 벡터라고 불리는 특정 숫자 목록을 사용하여 각 개별 단어를 나타낸다. 벡터는 단어의 의미적, 구문적 특성을 포착할 수 있도록 신중하게 선택된다. 따라서 간단한 수학 함수(코사인 유사도)는 해당 벡터로 표현되는 단어 간의 의미 유사성 수준을 나타낼 수 있다.

## 같이 보기
- 워들
- 오토인코더
- 특징 공학
- 특징 학습
- 언어 모델
- 벡터 공간 모델

### 구현체
- C
- C#
- Python (Spark)
- Python (TensorFlow)
- Python (Gensim)
- Java/Scala
- R